# Re di Pergamo
I re di Pergamo furono i sovrani della polis di Pergamo, che poi diventò il regno di Pergamo, durante l'età ellenistica.

## Dinastia attalide
- Filetero (282-263 a.C.)
- Eumene I (263-241 a.C.)
- Attalo I Sotere (241-197 a.C.)
- Eumene II Sotere (197-160 a.C.)
- Attalo II Filadelfo (160-138 a.C.)
- Attalo III Filometore Evergete (138-133 a.C.)

## Non dinastici
Nel 133 a.C., Pergamo fu annesso alla Repubblica romana (provincia d'Asia), tuttavia continuò a esistere un sovrano in opposizione ai romani:
- Eumene III (vero nome Aristonico, 133-129 a.C.)